# Lajos Grendel
Lajos Grendel (Levice, 6 aprile 1948 – Bratislava, 18 dicembre 2018) è stato uno scrittore ungherese, appartenente alla minoranza ungherese in Slovacchia. Fu uno degli autori più importanti della letteratura ungherese del XX secolo.

## Biografia
Professore universitario e uno dei fondatori della casa editrice Kalligram, che pubblica libri in ungherese e slovacco. Presidente del Pen Club della Slovacchia dal 1997 al 2000. La sua prima opera importante, Reckoning (1981, Éleslövészet), ha segnato una rottura radicale con la letteratura ungherese della Slovacchia fino ad oggi. Nelle sue opere riflette ironicamente la vita della piccola borghesia ungherese delle province slovacche nel corso della storia. Sono pieni di elementi surreali e giocano continuamente con l'assurdo.
I suoi libri sono tradotti in slovacco, francese, italiano, inglese, tedesco e polacco.

## Opere
- Infedeli, 1979
- Reckoning, 1981
- Fossa comune, 1999
- La tristezza della libertà, 2002

## Riconoscimenti
- 1986 - Premio Imre Madách

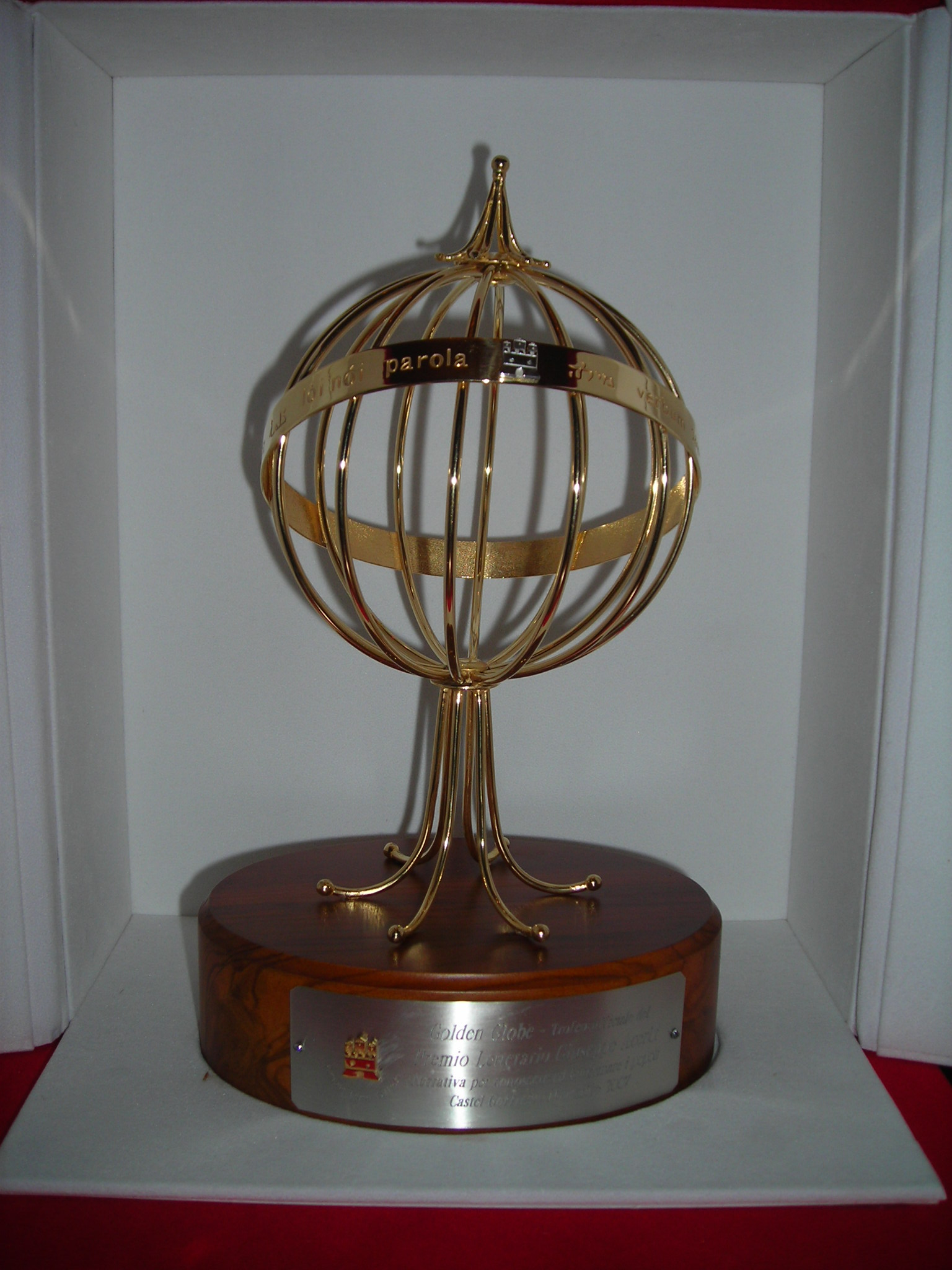
Premio letterario Giuseppe Acerbi.

- 2006 - Premio letterario Giuseppe Acerbi per il romanzo Le campane di Einstein.